# Ok Formenoij
Ocker Formenoij, detto Ok, (Rotterdam, 16 marzo 1899 – 14 febbraio 1977), è stato un calciatore olandese, di ruolo centrocampista.

## Carriera
A livello di club, Formenoij ha iniziato a giocare nel Feyenoord, dove è rimasto fino al 1923, anno del passaggio allo Sparta Rotterdam, con cui ha chiuso la carriera nel 1933.
Con la Nazionale olandese ha preso parte ai Giochi Olimpici di Parigi 1924, dove è sceso in campo contro Irlanda, contro cui ha segnato due goal, e due volte contro la Svezia, contro cui ha segnato un altro goal. Ha segnato il suo quarto goal in Nazionale nella sua ultima partita con gli Oranje, giocata contro il Belgio, da cui è uscito al 60º sostituito da Evert van der Heijden.

## Statistiche

### Cronologia presenze e reti in Nazionale
| Cronologia completa delle presenze e delle reti in nazionale ― Paesi Bassi | Cronologia completa delle presenze e delle reti in nazionale ― Paesi Bassi | Cronologia completa delle presenze e delle reti in nazionale ― Paesi Bassi | Cronologia completa delle presenze e delle reti in nazionale ― Paesi Bassi | Cronologia completa delle presenze e delle reti in nazionale ― Paesi Bassi | Cronologia completa delle presenze e delle reti in nazionale ― Paesi Bassi | Cronologia completa delle presenze e delle reti in nazionale ― Paesi Bassi | Cronologia completa delle presenze e delle reti in nazionale ― Paesi Bassi |
| Data                                                                       | Città                                                                      | In casa                                                                    | Risultato                                                                  | Ospiti                                                                     | Competizione                                                               | Reti                                                                       | Note                                                                       |
| -------------------------------------------------------------------------- | -------------------------------------------------------------------------- | -------------------------------------------------------------------------- | -------------------------------------------------------------------------- | -------------------------------------------------------------------------- | -------------------------------------------------------------------------- | -------------------------------------------------------------------------- | -------------------------------------------------------------------------- |
| 2-6-1924                                                                   | Parigi                                                                     | Paesi Bassi                                                                | 2 – 1                                                                      | Irlanda                                                                    | Olimpiadi 1924                                                             | 2                                                                          |                                                                            |
| 8-6-1924                                                                   | Parigi                                                                     | Paesi Bassi                                                                | 1 – 1                                                                      | Svezia                                                                     | Olimpiadi 1924                                                             | -                                                                          |                                                                            |
| 9-6-1924                                                                   | Parigi                                                                     | Paesi Bassi                                                                | 1 – 3                                                                      | Svezia                                                                     | Olimpiadi 1924                                                             | 1                                                                          |                                                                            |
| 29-3-1931                                                                  | Amsterdam                                                                  | Paesi Bassi                                                                | 3 – 2                                                                      | Belgio                                                                     | Amichevole                                                                 | 1                                                                          | 60’                                                                        |
| Totale                                                                     |                                                                            | Presenze                                                                   | 4                                                                          |                                                                            | Reti                                                                       | 4                                                                          |                                                                            |